# ملكة جمال الكون 1993
ملكة جمال الكون 1993 هي مسابقة ملكة جمال الكون الثانية والأربعين في تاريخ مسابقة ملكة جمال الكون منذ انطلاقتها عام 1952، عقدت مسابقة في 21 مايو 1993 في أويديتوريو ناسيونال في مدينة مكسيكو ، المكسيك. في ختام الحدث، تم تتويج دايانارا توريس من بورتوريكو ملكة جمال الكون من قبل حاملة اللقب السابقة ميشيل ماكلين من ناميبيا. شهد هذا العام تنافس سبعة وسبعون متسابقة من بلدان وأقاليم العالم. استضافت المسابقة ديك كلارك للمرة الرابعة والأخيرة، مع تعليق مساعد من حاملات لقب ملكة جمال الكون السابقتين سيسيليا بولوكو (1987) و أنجيلا فيسر (1989).

## النتائج

### المراكز النهائية
| النتائج النهائية     | المتنافسة |
| -------------------- | --- |
| ملكة جمال الكون 1993 | - بورتوريكو - دايانارا توريس                                                                                            |
| الوصيفة الأولى       | - كولومبيا - باولا أندريا بيتانكور                                                                                      |
| الوصيفة الثانية      | - فنزويلا - ميلكا تشولينا                                                                                               |
| أفضل 6               | - أستراليا - فوني دلفوس - الهند - نامراتا شيرودكار - الولايات المتحدة - كينيا مور                                       |
| أفضل 10              | - البرازيل - ليلى كريستين شوستر - جمهورية التشيك - بافلينا باربوكوفا - فنلندا - تاريا سمورا - إسبانيا - يوجينيا سانتانا |

### جوائز خاصة
| جوائز                | فائزون                      |
| -------------------- | --------------------------- |
| أفضل زي وطني         | - النرويج - إيني بيت ستراند |
| ملكة جمال فوتوغرافيا | - إسبانيا - يوجينيا سانتانا |
| ملكة جمال اللطافة    | - غانا - جميلة دانزورو      |

### المسابقة النهائية
| بلد              | المتوسط الأولي | المقابلة   | ملابس السباحة | فستان السهرة | متوسط نصف النهائي | أفضل 6 في الأسئلة |
| ---------------- | -------------- | ---------- | ------------- | ------------ | ----------------- | ----------------- |
| بورتوريكو        | 9.074 (8)      | 9.114 (6)  | 9.314 (6)     | 9.507 (5)    | 9.312 (4)         | 9.640 (2)         |
| كولومبيا         | 9.217 (4)      | 9.267 (4)  | 9.508 (2)     | 9.815 (1)    | 9.530 (3)         | 9.690 (1)         |
| فنزويلا          | 9.239 (2)      | 9.843 (1)  | 9.336 (6)     | 9.526 (4)    | 9.568 (1)         | 9.630 (3)         |
| أستراليا         | 9.102 (7)      | 9.627 (2)  | 9.624 (1)     | 9.743 (2)    | 9.545 (2)         | 9.400 (4)         |
| الهند            | 9.050 (9)      | 8.886 (9)  | 9.429 (3)     | 9.582 (3)    | 9.299 (5)         | 8.750 (6)         |
| الولايات المتحدة | 9.238 (3)      | 9.136 (5)  | 9.367 (5)     | 9.367 (7)    | 9.290 (6)         | 9.330 (5)         |
| البرازيل         | 9.287 (1)      | 8.936 (8)  | 9.297 (7)     | 9.496 (6)    | 9.243 (7)         |                   |
| جمهورية التشيك   | 8.990 (10)     | 9.286 (3)  | 9.154 (9)     | 9.171 (8)    | 9.204 (8)         |                   |
| فنلندا           | 9.183 (6)      | 9.043 (7)  | 9.407 (4)     | 9.091 (10)   | 9.180 (9)         |                   |
| إسبانيا          | 9.202 (5)      | 8.880 (10) | 8.914 (10)    | 9.167 (9)    | 8.987 (10)        |                   |

## المتسابقات
- الأرجنتين - أليسيا أندريا رامون
- أروبا - ديان إسكالونا
- أستراليا - فوني دلفوس
- النمسا - روزماري بروكنر
- جزر البهاما - ماريتا ريسينا ساندز
- بلجيكا - ساندرا جون
- بليز - ميلاني سميث
- بوليفيا - روكسانا أرياس بيسيرا
- البرازيل - ليلى كريستين شوستر
- جزر العذراء البريطانية - روندا هودج
- بلغاريا - ليليا كويفا
- كندا - نانسي آن إلدر
- جزر كايمان - باميلا إيبانكس
- تشيلي - سافكا بولاك
- كولومبيا - باولا أندريا بيتانكور
- كوستاريكا - كاتالينا رودريغيز
- كوراساو - إلسا روزندال
- قبرص - فوتيني سبيريدونوس
- جمهورية التشيك - بافلينا باربوكوفا
- الدنمارك - ماريا هيرس
- جمهورية الدومينيكان - أوداليس رودريجيز
- الإكوادور - أريانا مانديني كلاين
- إلسالفادور - كاثرين مينديز
- إستونيا - كيرستي تانافسو
- فنلندا - تاريا سمورا
- فرنسا - فيرونيك دي لا كروز
- ألمانيا - فيرونا فيلدبوش
- غانا - جميلة هارونا دانزورو
- بريطانيا العظمى - كاثرين ميدلتون
- اليونان - كريستينا مانوسي
- غوام - شارلين غوماتاوتاو
- غواتيمالا - ديانا جالفان
- هندوراس - دينيا مارلين رييس
- هونغ كونغ - إميلي لو
- المجر - زانا باردي
- آيسلندا - ماريا ران هافليدادوتير
- الهند - نامراتا شيرودكار
- جمهورية أيرلندا - شارون إليس
- إسرائيل - يانا خوديركر
- إيطاليا - إليسا جاكاسي
- جامايكا - راشيل ستيوارت
- اليابان - يوكيكو شيكي
- كوريا - يو ها يونج
- لبنان - سمايا شراوي
- لوكسمبورغ - ناتالي دوس سانتوس
- ماليزيا - لوسي ناراياناسامي
- موريشيوس - دانييل باسكال
- المكسيك - أنجلينا غونزاليس
- ناميبيا - أنجا شرودر
- هولندا - أنجيليك فان زالين
- نيوزيلندا - كارلي دون كينيرد
- نيكاراغوا - لويزا أماليا أوركويو
- نيجيريا - ريهولي غبينيجي
- جزر ماريانا الشمالية - فيكتوريا تايساكان توديلا
- النرويج - إيني بيت ستراند
- بنما - جيزيل أميليا غونزاليس
- باراغواي - كارولينا باريوس
- بيرو - ديبورا دي سوزا بيكسوتو
- الفلبين - ميليندا جوانا تانسيكو جالاردو
- بولندا - مارزينا وولسكا
- البرتغال - كارلا ماريسا دا كروز
- بورتوريكو - دايانارا توريس
- مالطا - روبرتا بورج
- رومانيا - أنجليكا نيكارا
- سنغافورة - ريناجاه ديفي
- إسبانيا - يوجينيا سانتانا
- سريلانكا - تشاميلا ويكراميسينغ
- سورينام - جان زانغ
- سوازيلاند - دانيلا فايس
- السويد - جوانا ليند
- سويسرا - فاليري بوفارد
- تايلاند - تشاتاريكا اوبوسري
- ترينيداد وتوباغو - راشيل تشارلز
- تركيا - إيبيك جوموسوغلو
- جزر توركس وكايكوس - ميشيل ميلز
- الأوروغواي - ماريا فرناندا نافارو
- الولايات المتحدة - كينيا مور
- جزر العذراء الأمريكية - شيريل سيمبسون
- فنزويلا - ميلكا تشولينا

## الروابط الخارجية
- موقع ملكة جمال الكون الرسمي